# Sesamia oriaula
Sesamia oriaula là một loài bướm đêm trong họ Noctuidae.